# Merry Anders
Merry Anders, nata Mary Helen Anderson (Chicago, 22 maggio 1934 – Encino, 28 ottobre 2012), è stata un'attrice statunitense.

## Filmografia parziale

### Cinema
- Un'avventura meravigliosa (Golden Girl), regia di Lloyd Bacon (1951) - non accreditata
- I miserabili (Les misérables), regia di Lewis Milestone (1952) - non accreditata
- Titanic, regia di Jean Negulesco (1953) - non accreditata
- The Farmer Takes a Wife, regia di Henry Levin (1953)
- Come sposare un milionario (How to Marry a Millionaire), regia di Jean Negulesco (1953) - non accreditata
- La principessa del Nilo (Princess of the Nile), regia di Harmon Jones (1954)
- Phffft... e l'amore si sgonfia (Phffft!), regia di Mark Robson (1954) - non accreditata
- Secondo amore (All That Heaven Allows), regia di Douglas Sirk (1955)
- L'urlo del gabbiano (The Night Runner), regia di Abner Biberman (1957)
- La segretaria quasi privata (Desk Set), regia di Walter Lang (1957)
- Rapina a San Francisco (No Time to Be Young), regia di David Lowell Rich (1957)
- La folle evasione (Escape from San Quentin), regia di Fred F. Sears (1957)
- Accidenti che schianto (Hear Me Good), regia di Don McGuire (1957)
- I fuorilegge del Colorado (The Dalton Girls), regia di Reginald Le Borg (1957)
- Il grande rischio (Violent Road), regia di Howard W. Koch (1958)
- L'occhio ipnotico (The Hypnotic Eye), regia di George Blair (1960)
- Lo sceriffo implacabile (Five Bold Women), regia di Jorge López Portillo (1960)
- Il pistolero Jessie James (Young Jesse James), regia di William F. Claxton (1960)
- Bersaglio umano (The Walking Target), regia di Edward L. Cahn (1960)
- The Gambler Wore a Gun, regia di Edward L. Cahn (1961)
- La vergine della violenza (Patty), regia di Leo A. Handel (1962)
- Beauty and the Beast, regia di Edward L. Cahn (1962)
- House of the Damned, regia di Maury Dexter (1963)
- Tigre in agguato (A Tiger Walks), regia di Norman Tokar (1964)
- Pistola veloce (The Quick Gun), regia di Sidney Salkow (1964)
- Viaggiatori del tempo (The Time Travelers), regia di Ib Melchior (1964)
- I lupi del Texas (Young Fury), regia di Christian Nyby (1965)
- Per un pugno di donne (Tickle Me), regia di Norman Taurog (1965)
- Le donne del pianeta preistorico (Women of the Prehistoric Planet), regia di Arthur C. Pierce (1966)

### Televisione
- The Ford Television Theatre - serie TV, 2 episodi (1954)
- Mio padre, il signor preside (The Stu Erwin Show) - serie TV, 26 episodi (1954-1955)
- TV Reader's Digest – serie TV, episodio 1x14 (1955)
- It's Always Jan - serie TV, 6 episodi (1955-1956)
- Sugarfoot – serie TV, episodi 1x01-3x06 (1957-1959)
- How to Marry a Millionaire - serie TV, 52 episodi (1957-1959)
- Tales of Wells Fargo – serie TV, episodio 3x33 (1959)
- Bonanza - serie TV, 1 episodio (1960)
- Cheyenne - serie TV, 2 episodi (1957-1960)
- Bronco - serie TV, 2 episodi (1960-1961)
- Surfside 6 – serie TV, episodio 1x17 (1961)
- Letter to Loretta - serie TV, 2 episodi (1955-1961)
- Maverick - serie TV, 4 episodi (1960-1961)
- Hawaiian Eye - serie TV, 4 episodi (1960-1962)
- Indirizzo permanente (77 Sunset Strip) - serie TV, 5 episodi (1958-1962)
- Perry Mason - serie TV, 3 episodi (1961-1964)
- Sotto accusa (Arrest and Trial) – serie TV, episodi 1x15-1x21 (1964)
- Il virginiano (The Virginian) - serie TV, 1 episodio (1964)
- Never Too Young - serie TV, 147 episodi (1965-1966)
- Dragnet (Dragnet 1967) - serie TV, 7 episodi (1967-1968)
- Lassie - serie TV, 4 episodi (1967-1968)
- Gunsmoke - serie TV, 2 episodi (1971)